# Чемпіонат світу з гімнастики
Чемпіонати світу з гімнастики проводяться окремо з художньої гімнастики, спортивної гімнастики та стрибків на батуті, і в різний час.

## Спортивна гімнастика
Чемпіонати світу з спортивної гімнастики проводяться з 1903 року.
Як правило, проходять щороку.
| Рік   | Чемпіонат                               | Місто                                   | Країна                                  |
| ----- | --------------------------------------- | --------------------------------------- | --------------------------------------- |
| 1903  | I                                       | Антверпен                               | Бельгія                                 |
| 1905  | II                                      | Бордо                                   | Франція                                 |
| 1907  | III                                     | Прага                                   | Австро-Угорщина                         |
| 1909  | IV                                      | Турин                                   | Королівство Італія                      |
| 1911  | V                                       | Люксембург                              | Люксембург                              |
| 1913  | VI                                      | Париж                                   | Франція                                 |
| 1915  | Не проводився через Першу світову війну | Не проводився через Першу світову війну | Не проводився через Першу світову війну |
| 1916  | Не проводився через Першу світову війну | Не проводився через Першу світову війну | Не проводився через Першу світову війну |
| 1917  | Не проводився через Першу світову війну | Не проводився через Першу світову війну | Не проводився через Першу світову війну |
| 1918  | Не проводився через Першу світову війну | Не проводився через Першу світову війну | Не проводився через Першу світову війну |
| 1919  | Не проводився через Першу світову війну | Не проводився через Першу світову війну | Не проводився через Першу світову війну |
| 1922  | VII                                     | Любляна                                 | Королівство Югославія                   |
| 1926  | VIII                                    | Ліон                                    | Франція                                 |
| 1930  | IX                                      | Люксембург                              | Люксембург                              |
| 1934  | X                                       | Будапешт                                | Королівство Угорщина                    |
| 1938  | XI                                      | Прага                                   | Чехословаччина                          |
| 1942  | Не проводився через Другу світову війну | Не проводився через Другу світову війну | Не проводився через Другу світову війну |
| 1950  | XII                                     | Базель                                  | Швейцарія                               |
| 1954* | XIII                                    | Рим                                     | Італія                                  |
| 1958  | XIV                                     | Москва                                  | СРСР                                    |
| 1962  | XV                                      | Прага                                   | Чехословаччина                          |
| 1966  | XVI                                     | Дортмунд                                | ФРН                                     |
| 1970  | XVII                                    | Любляна                                 | Югославія                               |
| 1974  | XVIII                                   | Варна                                   | Болгарія                                |
| 1978  | XIX                                     | Страсбург                               | Франція                                 |
| 1979  | XX                                      | Форт-Ворт                               | США                                     |
| 1981  | XXI                                     | Москва                                  | СРСР                                    |
| 1983  | XXII                                    | Будапешт                                | Угорщина                                |
| 1985  | XXIII                                   | Монреаль                                | Канада                                  |
| 1987  | XXIV                                    | Роттердам                               | Нідерланди                              |
| 1989  | XXV                                     | Штутгарт                                | ФРН                                     |
| 1991  | XXVI                                    | Індіанаполіс                            | США                                     |
| 1992  | XXVII                                   | Париж                                   | Франція                                 |
| 1993  | XXVIII                                  | Бірмінгем                               | Англія                                  |
| 1994  | XXIX                                    | Брисбен                                 | Австралія                               |
| 1994  | XXX                                     | Дортмунд                                | Німеччина                               |
| 1995  | XXXI                                    | Сабае                                   | Японія                                  |
| 1996  | XXXII                                   | Сан-Хуан                                | Пуерто-Рико                             |
| 1997  | XXXIII                                  | Лозанна                                 | Швейцарія                               |
| 1999  | XXXIV                                   | Тяньцзінь                               | КНР                                     |
| 2001  | XXXV                                    | Гент                                    | Бельгія                                 |
| 2002  | XXXVI                                   | Дебрецен                                | Угорщина                                |
| 2003  | XXXVII                                  | Анахайм                                 | США                                     |
| 2005  | XXXVIII                                 | Мельбурн                                | Австралія                               |
| 2006  | XXXIX                                   | Орхус                                   | Данія                                   |
| 2007  | XL                                      | Штутгарт                                | Німеччина                               |
| 2009  | XLI                                     | Лондон                                  | Англія                                  |
| 2010  | XLII                                    | Роттердам                               | Нідерланди                              |
| 2011  | XLIII                                   | Токіо                                   | Японія                                  |
| 2013  | XLIV                                    | Антверпен                               | Бельгія                                 |
| 2014  | XLV                                     | Наньнін                                 | КНР                                     |
| 2015  | XLVI                                    | Глазго                                  | Велика Британія                         |
| 2017  | XLVII                                   | Монреаль                                | Канада                                  |
| 2018  | XLVIII                                  | Доха                                    | Катар                                   |
| 2019  | XLIX                                    | Штутгарт                                | Німеччина                               |

## Художня гімнастика
Чемпіонати світу з художньої гімнастики проводилися з 1963 року. Останнім часом проводяться раз на два роки.
| Рік  | Чемпіонат | Місто        | Країна         | Примітка                      |
| ---- | --------- | ------------ | -------------- | ----------------------------- |
| 1963 | I         | Будапешт     | Угорщина       |                               |
| 1965 | II        | Прага        | Чехословаччина |                               |
| 1967 | III       | Копенгаген   | Данія          |                               |
| 1969 | IV        | Варна        | Болгарія       |                               |
| 1971 | V         | Гавана       | Куба           |                               |
| 1973 | VI        | Роттердам    | Нідерланди     |                               |
| 1975 | VII       | Мадрид       | Іспанія        |                               |
| 1977 | VIII      | Базель       | Швейцарія      |                               |
| 1979 | IX        | Лондон       | Англія         |                               |
| 1981 | X         | Мюнхен       | ФРН            |                               |
| 1983 | XI        | Страсбург    | Франція        |                               |
| 1985 | XII       | Вальядолід   | Іспанія        |                               |
| 1987 | XIII      | Варна        | Болгарія       |                               |
| 1989 | XIV       | Сараєво      | Югославія      |                               |
| 1991 | XV        | Афіни        | Греція         |                               |
| 1992 | XVI       | Брюссель     | Бельгія        |                               |
| 1993 | XVII      | Аліканте     | Іспанія        |                               |
| 1994 | XVIII     | Париж        | Франція        |                               |
| 1995 | XIX       | Відень       | Австрія        |                               |
| 1996 | XX        | Будапешт     | Угорщина       |                               |
| 1997 | XXI       | Берлін       | Німеччина      | (тільки індивідуальний залік) |
| 1998 | XXII      | Севілья      | Іспанія        | (тільки командний залік)      |
| 1999 | XXIII     | Осака        | Японія         |                               |
| 2001 | XXIV      | Мадрид       | Іспанія        | (тільки індивідуальний залік) |
| 2002 | XXV       | Новий Орлеан | США            | (тільки командний залік)      |
| 2003 | XXVI      | Будапешт     | Угорщина       |                               |
| 2005 | XXVII     | Баку         | Азербайджан    |                               |
| 2007 | XXVIII    | Патрас       | Греція         |                               |
| 2009 | XXIX      | Ісе          | Японія         |                               |
| 2010 | ХХХ       | Москва       | Росія          |                               |
| 2011 | XXXI      | Монпельє     | Франція        |                               |
| 2013 | XXXII     | Київ         | Україна        |                               |
| 2014 | XXXIII    | Ізмір        | Туреччина      |                               |
| 2015 | XXXIV     | Штутгарт     | Німеччина      |                               |
| 2017 | XXXV      | Пезаро       | Італія         |                               |
| 2018 | XXXVI     | Софія        | Болгарія       |                               |
| 2019 | XXXVII    | Баку         | Азербайджан    |                               |